# Aeroportul Regional Manchester–Boston
Aeroportul Regional Manchester–Boston (IATA: MHT, ICAO: KMHT, FAA LID: MHT) este un aeroport din New Hampshire, Statele Unite ale Americii ce deservește zona Manchester. Aeroportul a fost tranzitat în 2023 de 1.283.487 de pasageri. A fost deschis în 1927 și numit după zona deservită.
Situat la o altitudine de 81 m, aeroportul dispune de 2 piste.

## Infrastructură

### Piste
Aeroportul dispune de 2 piste. Pista 06/24 are suprafața de asfalt și dimensiunile 7.651 picioare × 150 picioare. Pista 17/35 are suprafața de asfalt și dimensiunile 9.250 picioare × 150 picioare. 